# ホワッツ・ザ・411? リミックス
『ホワッツ・ザ・411? リミックス』（What's the 411? Remix）は、1993年12月に発売されたメアリー・J. ブライジのリミックス・アルバム。デビュー・スタジオ・アルバム『ホワッツ・ザ・411?』(What's the 411?)の再プロデュース的なリミックス版としてヒップホップ・ソウルの手法や方法論を明確に提示したアルバムである。
エグゼクティブ・プロデューサーのバットネイキッド・ティム・ドォグを始め、マーク・スパークス、ショーン・パフィ・コムズ、トニー・ドファット(バッド・ボーイ・レコード)、テディー・ライリー、ダディ・O、ほか6名がリミックス・プロデューサーを担当。フィーチャリング・ラッパーやMCには、クレイグ・マック、ノトーリアス・B.I.G.、ヘヴィ・D、C.L.スムース、キッド・カプリ、グレッグ・ナイスらが参加し、アルバム『ホワッツ・ザ・411?』の12曲中、「イントロ・トーク」と「スロウ・ダウン」を除く10曲と、映画『フーズ・ザ・マン?』(Who's the Man?)のサウンドトラック・ナンバー「ユー・ドント・ハヴ・トゥ・ウォリー」のリミックス・バージョンが収録されている。

## トラック・リスト
| #         | タイトル | 作詞・作曲 | リミキサー／原曲プロデューサー                                                                                | 時間  |
| --------- | --- | --- | --- | ----- |
| 1.        | 「リーヴ・ア・メッセージ」(Leave a Message) | バットネイキッド・ティム・ドォグ、 ショーン・パフィ・コムズ、 トニー・ドファット(バッド・ボーイ・レコード) | バットネイキッド・ティム・ドォグ、 マーク・スパークス／ ショーン・パフィ・コムズ、 トニー・ドファット         | 3:39  |
| 2.        | 「ユー・ドント・ハヴ・トゥ・ウォリー feat. クレイグ・マック」(You Don't Have to Worry feat. Craig Mack)                                                                         | ケニス・G-ラヴ・グリーン(ケニー・グリーン)、 エディー・ファレル(DJ・エディー・F)、 クレイグ・マック、 ジェームス・ブラウン、 フレッド・ウェズリー、 ジョン・スタークス、 ボビー・ジェントリー、 ルー・ドナルドソン                                                        | ショーン・パフィ・コムズ、 トニー・ドファット／ DJ・エディー・F、 ケニー・コルヌゲイ、 ダリン・ウィッテントン | 4:39  |
| 3.        | 「マイ・ラヴ feat. ヘヴィ・D and テディー・ライリー」(My Love feat. Heavy D and Teddy Riley)                                                                                    | ケニス・G-ラヴ・グリーン、 デイヴ"ジャム" ホール、 ヘヴィ・D、 テディー・ライリー | テディー・ライリー／ デイヴ"ジャム" ホール                                                                    | 7:13  |
| 4.        | 「リアル・ラヴ feat. DJ・ロン・G and ノトーリアス・B.I.G.」(Real Love feat. DJ Ron G and The Notorious B.I.G.)                                                                  | マーク・コリー・ルーニー、 マーク・モラレス、 DJ ギズモ、ミルク・ディー(オーディオ・トゥー)、 ノトーリアス・B.I.G.、 スクーリー・ディー、 エリック・サーモン、パリッシュ・スミス(EPMD)、 ラファイエット・アフロ・ロック・バンド、 ウィリー・クラーク、 クラレンス・リード | ショーン・パフィ・コムズ、 ダディ・O／ マーク・コリー・ルーニー、 マーク・モラレス                            | 5:02  |
| 5.        | 「ホワッツ・ザ・411? feat. パフ・ダディ and K-Ciヘイリー、ノトーリアス・B.I.G.」(What's the 411? feat. Puff Daddy and K-Ci Hailey and The Notorious B.I.G.)                     | マクスウェル・ディクソン(グランド・プバ)、 トニー・ドファット、 ショーン・パフィ・コムズ、 ノトーリアス・B.I.G.、 オハイオ・プレイヤーズ、 リサ・ペイターズ、 ウィリアム・ジェフリー                                                                                      | ショーン・パフィ・コムズ、 タンブリン・ダイス(バッド・ボーイ・レコード)／ トニー・ドファット                  | 4:52  |
| 6.        | 「レミニス feat. C.L.スムース」(Reminisce feat. C.L. Smooth) | ケニス・G-ラヴ・グリーン、 デイヴ"ジャム" ホール、 MC・ライト、 C.L.スムース、 ピート・ロック | ショーン・パフィ・コムズ、 ジェシー・ウエスト(バッド・ボーイ・レコード)／ デイヴ"ジャム" ホール               | 5:11  |
| 7.        | 「メアリー&アンドレ feat. アンドレ・ハレル」(Mary & Andre feat. Andre Harrell)                                                                                                  | | バットネイキッド・ティム・ドォグ                                                                              | 0:27  |
| 8.        | 「スウィート・シング」(Sweet Thing) | トニー・メイデン(ルーファス)、 チャカ・カーン | マーク・スパークス／ マーク・コニー・ルーニー、 マーク・モラレス                                              | 3:17  |
| 9.        | 「ラヴ・ノー・リミット feat. キッド・カプリ」(Love No Limit feat. Kid Capri) | ケニス・G-ラヴ・グリーン、 デイヴ"ジャム" ホール、 ケニー・バーク | ショーン・パフィ・コムズ、 ダディ・O／ デイヴ"ジャム" ホール                                                  | 4:05  |
| 10.       | 「ユー・リマインド・ミー feat. グレッグ・ナイス of ナイス&スムース」(You Remind Me feat. Greg Nice of Nice & Smooth)                                                            | エリック・ミルティア、 デイヴ"ジャム" ホール、 パトリース・ラッシェン、 カレン・エヴァンス、 マーリー・マール、 スクーリー・ディー、 チャックD、ハンク・ショックリー(パブリック・エナミー)                                                                                | ショーン・パフィ・コムズ／ デイヴ"ジャム" ホール                                                              | 5:56  |
| 11.       | 「チェンジズ・アイヴ・ビーン・ゴーイング・スルー」(Changes I've Been Going Through)                                                                                             | マーク・コニー・ルーニー、 マーク・モラレス、 ショーン・パフィ・コムズ | テディー・ライリー／ ショーン・パフィ・コムズ、 マーク・コニー・ルーニー、 マーク・モラレス                   | 4:30  |
| 12.       | 「アイ・ドント・ウォント・トゥ・ドゥ・エニシング feat. K-Ciヘイリー of ジョデシィ, and キッド・カプリ」(I Don't Want to Do Anything feat. K-Ci Hailey of Jodeci, and Kid Capri) | デヴァンテ・スィング、JoJoヘイリー(ジョデシィ)、 ダリル・ピアソン(スウィング・モブ)、 トニー・ドファット | ヴィンセント・ハーバート／ デヴァンテ・スィング                                                               | 6:23  |
| 合計時間: | 合計時間: | 合計時間: | 合計時間: | 55:14 |

## 収録曲解説
1. トラック1「リーヴ・ア・メッセージ」は、『ホワッツ・ザ・411?』(What's the 411?)のパターンを踏襲し、メアリーの家の留守電のメッセージで構成されている。パフォーマーやメッセージを入れる人物は、このパターンに欠かせないパフ・ダディ（ディディ）ことショーン・パフィ・コムズや、リミックス・プロデューサーのバットネイキッド・ティム・ドォグ（英語版）のほか、マーティン・ローレンス、エリック・サーモン、K-Ciヘイリー（英語版）、レッドマン、ノトーリアス・B.I.G.、ラッセル・シモンズ（英語版）などである[6][1]。
2. トラック2「ユー・ドント・ハヴ・トゥ・ウォリー」の原曲は、映画『フーズ・ザ・マン?』(Who's the Man?)用のナンバーで、サウンドトラック・アルバム『フーズ・ザ・マン?』(Who's the Man? (soundtrack))に収録されている[1]。このリミックスのサンプリングには、ロイ・C作のザ・ハニー・ドリッパーズ（英語版）の1973年の曲「インピーチ・ザ・プレジデント」(Impeach The President)や、ルー・ドナルドソンが演奏カバーしたボビー・ジェントリー（英語版）作の1967年の曲「オゥド・トゥ・ビリー・ジョー」(Ode to Billie Joe)が使用され[7]、ジェームス・ブラウンの1974の曲「パパ・ドント・テイク・ノー・メス」(Papa Don't Take No Mess)も原曲同様にサンプリングされている[7][1]。イントロのMCはパフ・ダディ（ショーン・パフィ・コムズ）、メインのラッパーはクレイグ・マック（英語版）となっている[7]。
3. トラック3「マイ・ラヴ」は、ヒップホップ・ソウルの前身ともいえるニュージャックスウィングの大家テディー・ライリーによる7分以上の長いリミックス・アレンジで、ヘヴィ・Dがラップを担当している[1][8]。
4. トラック4「リアル・ラヴ」は、原曲のサンプリング曲「トップ・ビリン」(Top Billin')のプロデューサーだったダディ・O（英語版）がリミキサーとして参加しており、イントロMC（DJ）にDJ・ロン・G（英語版）、メインのラップはノトーリアス・B.I.G.が担当している[1][9]。新たに加味されたサンプリングは、ベティ・ライトの1971年の曲「クリーン・アップ・ウーマン」や、ラファイエット・アフロ・ロック・バンド（英語版）の1973年の曲「Hihache」(Hihache)、EPMDの1989年の曲「ソー・ワッチャ・セイン」(So Wat Cha Sayin')などで、ライヴに適したさらにビート感が強調された好ナンバーに仕上がっている[1][9]。
5. トラック5「ホワッツ・ザ・411?」は、あまりラップが得意でないリミックス・プロデューサーのパフ・ダディがヴォイス・チェンジャーで声を変えながらイントロMCや合いの手、終盤MCも担当している[10]。メアリーと絡むメインのラッパーはノトーリアス・B.I.G.となっていて、バック・ボーカルにK-Ciヘイリーも参加している[1][10]。
6. トラック6「レミニス」もパフ・ダディがリミックス・プロデューサーを務め、フィーチャリング・ラッパーはC.L.スムース（英語版）となっている[1][11]。サンプリングにもC.L.スムースとピート・ロック(Pete Rock & CL Smooth)による1992年の曲「ゼイ・レミニス・オーヴァー・ユー (T.R.O.Y.)」(They Reminisce Over You (T.R.O.Y.))が基調となり躍動感のあるナンバーに仕上がっている[1][11]。
7. トラック7「メアリー&アンドレ」は、アップタウン・レコード（英語版）の社長のアンドレ・ハレル（英語版）との対話のインタールードで、「君のホームタウンであるニューヨーク市のマディソン・スクエア・ガーデンでのライヴはどうでしたか？」というハレルの質問に、「I felt good/I felt good that people at home—it just let me know that people at home love me more than I thought they did/And they made me feel good…」（気持ちよかったです。思っていたよりも地元の人たちが私を愛してくれて、それが心地よかった...)とメアリーが答えている一コマが録音されている[12]。
8. トラック8「スウィート・シング」は、あまりビート感はなく原曲を活かしたアレンジとなっているが、リミキサーはマーク・スパークス（英語版）というヒップホップ系プロデューサーである[1]。
9. トラック9「ラヴ・ノー・リミット」は、パフ・ダディのほか、ダディ・Oがリミキサーに参加しており、原曲のジャジーな曲調とは異なる再プロデュース的な楽曲で、キッド・カプリもイントロMC（DJ）を務め、サンプリングには定番のケニー・バーク（英語版）の1982年のヒット曲「ライズン・トゥ・ザ・トップ」(Risin' to the Top) を基調としたファンクな好ナンバーである[1][13]。ライヴではこのバージョンがよく歌われるが、『ホワッツ・ザ・411? リミックス』の中で最も高い評判と人気があるナンバーである[1]。
10. トラック10「ユー・リマインド・ミー」もパフ・ダディのリミックス・プロデュースのナンバーで、「Yo Puff」という呼びかけのメアリーの新たなセリフや笑い声、原曲と違うコーラスなども加わった再プロデュース的なナンバーに仕上がり、サンプリングにはスクーリー・ディー（英語版）の1985年の曲「P.S.K. ホワット・ダズ・イット・ミーン?」(P.S.K. What Does It Mean?)と、パブリック・エナミーの1987年の曲「パブリック・エナミー No.1」(Public Enemy No.1)が使われ、フィーチャリング・ラッパーはナイス&スムース（英語版）のメンバーのグレッグ・ナイス（英語版）が参加している[14]。「ユー・リマインド・ミー」もライヴではこのリミックス・バージョンが歌われ、メアリーがダンスを披露しているミュージック・ビデオもある。
11. トラック11「チェンジズ・アイヴ・ビーン・ゴーイング・スルー」は、テディー・ライリーによるニュージャックスウィング調のリミックスで、特にサンプリングなどはないナンバーである[15]。
12. トラック12「アイ・ドント・ウォント・トゥ・ドゥ・エニシング」は、ヴィンセント・ハーバート（英語版）によるリミックスで、キッド・カプリのイントロMC（DJ）のバックに、元アルバム『ホワッツ・ザ・411?』のトラック5「イントロ・トーク」が少し使われている。メアリーとK-Ciヘイリーのボーカル部は他のナンバー同様にレコーディングし直してはいるが、バラード調はそのままで、特にサンプリングではないビートが加味されたバージョンとなっている[1][16]。

## チャート記録

### 週間
| チャート(1993)                                                               | 最高位 |
| ---------------------------------------------------------------------------- | ------ |
| アメリカ「ビルボード200・アルバムチャート」(Billboard 200)                   | 118    |
| アメリカ「トップR&B/ヒップホップ・アルバムチャート」(Top R&B/Hip-Hop Albums) | 22     |

### 年間
| チャート(1994)                                                               | 最高位 |
| ---------------------------------------------------------------------------- | ------ |
| アメリカ「トップR&B/ヒップホップ・アルバムチャート」(Top R&B/Hip-Hop Albums) | 75     |